# Большая Сарышла
Большая Сарышла (устар. Большая Саришла) — река в России, протекает по Башкортостану. Устье реки находится в 39 км по левому берегу реки Мал. Сурень. Длина реки составляет 12 км.

## Данные водного реестра
По данным государственного водного реестра России относится к Уральскому бассейновому округу, водохозяйственный участок реки — Большой Ик, речной подбассейн реки — подбассейн отсутствует. Речной бассейн реки — Урал (российская часть бассейна).
Код объекта в государственном водном реестре — 12010000612112200006252.